# إنريكي بالاسيوس
إنريكي بالاسيوس (بالإسبانية: Enrique Palacios) هو عارض فنزويلي، ولد في 22 مايو 1975 في كاراكاس في فنزويلا.

## وصلات خارجية
- إنريكي بالاسيوس على موقع IMDb (الإنجليزية)